# Limnochromis
Limnochromis és un gènere de peixos pertanyent a la família dels cíclids.

## Distribució geogràfica
Es troba a l'Àfrica oriental: el llac Tanganyika.

## Taxonomia
- Limnochromis abeelei (Poll, 1949)[4]
- Limnochromis auritus (Boulenger, 1901)[5]
- Limnochromis staneri (Poll, 1949)[4][6][7][8][9][10][11]